# Rubus boraeanus
Rubus boraeanus är en rosväxtart som beskrevs av Léon Gaston Genevier. Rubus boraeanus ingår i släktet rubusar, och familjen rosväxter. Inga underarter finns listade i Catalogue of Life.